# Нельсон Мандела Бэй (стадион)
«Нельсон Мандела Бэй» (англ. Nelson Mandela Bay Stadium) — стадион в городе Гцгебеха, ЮАР. Назван по имени городского округа, в котором расположен. Первый из стадионов, построенных в ЮАР для проведения финальной части чемпионата мира по футболу 2010 года; стадион принял восемь матчей первенства. На нём регулярно проводятся футбольные и регбийные матчи с участием местных команд. Стадион также используется в качестве концертной площадки.
Вместимость стадиона — 44 000 мест с возможностью установки ещё 4000 временных мест. Имеет два табло (площадью 55 м²).

## Название
Стадион назван в честь административного округа, на территории которого он расположен. Городской округ Бухта Нельсона Манделы состоит из города Гцгебеха, города Эйтенхахе и окружающей сельской местности, и назван в честь первого чернокожего президента ЮАР Нельсона Манделы.
Стадион иногда неправильно называют «стадионом имени Нельсона Манделы», утверждая, что стадион назван в честь Нельсона Манделы. Но хотя округ был назван в его честь, стадион не имеет отношения непосредственно к его имени.

## Дизайн
Стадион имеет уникальное строение крыши — она состоит из череды белых «лепестков», что делает её похожим на цветок. Именно по этой причине стадиону дали прозвище «Подсолнух». Также это один из немногих стадионов в мире, который сконструирован с видом на озеро.

## Кубок конфедераций 2009
Стадион был первоначально запланирован для приема Кубка конфедераций 2009 году. Но 8 июля 2008 года было объявлено, что стадион будет удален из списка стадионов Кубка конфедераций, так как он не будет готов вовремя.

## Чемпионат мира 2010
На стадионе прошло восемь игр чемпионата мира по футболу 2010: 5 игр группового этапа, а также игра 1/8 финала, четвертьфинал и матч за третье место.
| Дата       | Время (UTC+2) | Команда 1        | Команда 2        | Раунд             |
| ---------- | ------------- | ---------------- | ---------------- | ----------------- |
| 2010-06-12 | 13:30         | Республика Корея | Греция           | Группа B          |
| 2010-06-15 | 16:00         | Кот-д’Ивуар      | Португалия       | Группа G          |
| 2010-06-18 | 13:30         | Германия         | Сербия           | Группа D          |
| 2010-06-21 | 16:00         | Чили             | Швейцария        | Группа H          |
| 2010-06-23 | 16:00         | Словения         | Англия           | Группа C          |
| 2010-06-26 | 16:00         | Уругвай          | Республика Корея | 1/8 финала        |
| 2010-07-02 | 16:00         | Нидерланды       | Бразилия         | Четвертьфинал     |
| 2010-07-10 | 20:30         | Уругвай          | Германия         | Матч за 3-е место |

ФИФА запретила проводить тренировки перед матчем 1/8 финала Уругвай — Южная Корея. Газета «Спорт-Экспресс» сообщала, что «состояние газона, ухудшающееся с каждой игрой, не может не вызывать опасений у чиновников Международной федерации», и что хуже всего состояние поля в штрафных площадях и возле боковых линий.

## Кубок Африканских наций 2013
В рамках турнира на стадионе прошло восемь матчей: шесть поединков группового этапа, один четвертьфинал, а также матч за 3-е место.